# 卷葉短頸蘚
卷葉短頸蘚（学名：Diphyscium involutum）为短頸蘚科短頸蘚屬下的一个种。